# Карл X
Вижте пояснителната страница за други личности с името Карл X.
Карл Х Густав е крал на Швеция от 1654 до 1660 г., пръв представител на династията Вителсбах. Основното събитие през неговото кратко управление е Малката северна война.

## Произход и ранни години
Син на Йохан-Казимир, пфалцграф на Цвайбрюкен и на Катарина Шведска (1584 – 1638), сестра на шведския крал Карл IX, той е роден на 8 ноември 1622 г. в замъка Найчолинг в Швеция, тъй като тогава майка му е емигрирала заради Тридесетгодишната война (1618 – 1648). Обучаван е най-вече като войник, пътува в чужбина и участва в последните боеве на шведската армия в тази война от 1642 до 1645 г.
В младостта си той има романтична връзка със своята братовчедка и кралица на Швеция Кристина (1632 – 1654), която по-късно се стреми да превърне в брак. Тя от своя страна, известна с нестандартните си възгледи, отрича брака и предпочита да го назначи за главнокомандващ армията (1648). През 1650 г. тя успява да убеди парламента да го признае за неин наследник и когато абдикира, той безпрепятствено заема престола. Много скоро се жени за Хедвиг Елеонора Холщайн-Готорп, от която има един син – бъдещият Карл XI.

## Управление

### Вътрешна политика
Когато поема властта, Карл Х наследява управлението на висшите аристократи начело с канцлера Аксел Оксенщерн, а то не е било по никакъв начин от полза на короната. Държавната хазна е празна, докато едрите поземлени собственици тънат в разкош. Ниските слоеве (буржоазия, селяни, духовници) страдат от високите данъци. Те от дълго време искат да се започне редукция – политика по отнемане на земите на аристокрацията и адаптиране на данъците към техните нужди. Решителен, безскрупулен и енергичен, Карл веднага се заема с изпълнението на този план. През 1655 г. с тяхната подкрепа в парламента (Риксдаген) той прокарва закон, според който всеки земевладелец трябва да върне на короната 25% от земите си и така да се възстанови положението отпреди 1632 г., когато Кристина идва на власт. За нещастие комисията, назначена да проведе този процес, свършва малко работа, тъй като кралят се впуска в Малката северна война и за дълго отсъства от Швеция.

### Война с Полша
През 1655 г. Карл напада Полша по не съвсем ясни причини. Той вижда в нейния крал Ян Казимир заплаха за короната, тъй като полякът е от старата шведска династия Васа. Освен това Полша е нападната от Русия и Карл иска превантивно да окупира по-голямата част от страната.
Успехите му са смайващо бързи и карат Европа да настръхне. През август и октомври същата година той превзема Варшава и Краков, а в началото на 1656 г. се съюзява с Бранденбург и принуждава Ян Казимир да бяга от страната. В същото време друга негова армия навлиза в Прибалтика и принуждава Русия да се откаже от войната с Полша. Когато Ян Казимир обявява национална и католическа съпротива срещу шведите, той успява да превземе за кратко Варшава, но я загубва отново, след като през юли Карл го разбива край стените на града.

### Война с Дания
През лятото и есента на 1657 г. ситуацията се влошава, тъй като Дания, подтиквана от Нидерландия и Австрия, напада Швеция, а Бранденбург минава на страната на Полша. Както винаги непредсказуем, Карл веднага нахлува в Дания от юг, окупира полуостров Ютланд и по леда през изключително суровата зима прекарва армията си между датските острови. В началото на 1658 г. армията му ненадейно се появява пред Копенхаген и смаяният датски крал Фредерик III капитулира безусловно. С договора от Роскиле той предава на Швеция половината от земите си.
Карл не спира дотук. Много скоро той разбира, че е пропуснал голям шанс и решава да ликвидира Дания окончателно, като по този начин възстанови Калмарската уния, но под шведска егида. Втората му атака срещу Копенхаген обаче се проваля (август 1658 – февруари 1659) и той неочаквано умира през февруари 1660 г. Недовършената война, в която положението на Швеция никак не е сигурно, е приключена с успех от последвалото го регентство, въпреки че Швеция връща някои от заграбените датски земи.